# Zopolo

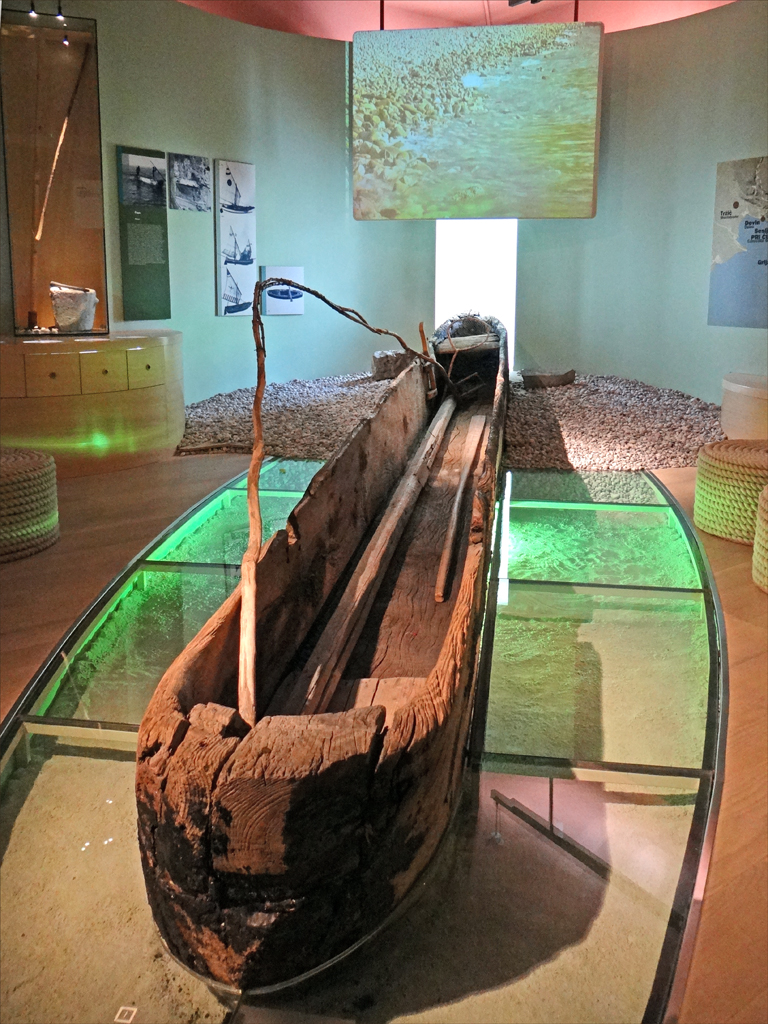
Zopolo nel Museo Etnografico di Ljubljana, Slovenia

Lo zopolo, anche detto zoppolo ( Čupa in sloveno), è un'antica imbarcazione con scafo monossilo, simile alla piroga, tipica del Golfo di Trieste e della costa dalmata. Utilizzato principalmente per la pesca dei tonni, rimase in uso presso i pescatori della zona fino al primo dopoguerra.
Lo scafo dello zopolo veniva ricavato da un unico tronco di pino rosso o di pino marittimo, escavato ad ascia fino ad ottenere uno spessore medio di 5-8 cm, al quale venivano aggiunte due tavole di legno laterali per alzarne i bordi e aumentare la possibilità di carico. Ne risultava uno scafo a pianta rettangolare, mediamente lungo 7 m, largo 0,70 m e alto 0,60 m, all'incirca. A ¾ della lunghezza, nella parte posteriore, veniva montata una traversa di circa 5 m, le cui estremità terminano con le forcole che consentono la manovra dei remi, lunghi oltre sei metri, per la voga in piedi. I remi venivano utilizzati per piccoli spostamenti e, soprattutto, per dare grande stabilità al natante durante le operazioni di pesca. In occasione di trasferimenti lunghi, la navigazione veniva aiutata da una piccola vela quadra.
Dato il primitivo sistema di costruzione, le origini dello zopolo si pensano antichissime, ben più delle sue prime menzioni scritte che risalgono al XIII secolo, per opera di Marin Sanudo il Vecchio.
Degli antichi zopoli, sopravvivono oggi due esemplari:
- il "Maria", costruito ad Aurisina nel 1890, conservato nel museo etnografico di Lubiana;
- il "Lisa", costruito ad Aurisina nel 1882, conservato nella Collezione de Henriquez ed esposto al Museo del mare di Trieste;

Una replica fedele e perfettamente funzionante è visibile a Sistiana Mare presso la sede dello Yacht Club Čupa.